# Loobergen
Loobergen is een hallenhuisboerderij aan de noordwestelijke rand van de Nederlandse stad Arnhem. Het maakt deel uit van het landgoed Mariëndaal.
De boerderij, vermoedelijk uit 1858, is gebouwd op een heuvelrug en bestaat uit een woning, meerdere stalgebouwen en een bakhuis. De woning heeft een zadeldak en boven de middelste van de zesruits schuiframen is er een gevelsteen met de naam Loobergen. Samen met de aangebouwde schuur heeft het gebouw een U-plattegrond.
De boerderij is door het Rijksdienst voor het Cultureel Erfgoed aangewezen als rijksmonument. Daarnaast is het bakhuis samen met de waterpomp apart aangewezen als rijksmonument.